# Кубе, Альфред Николаевич
Альфред Николаевич Кубе (нем. Alfred Gustav Cube; 1886—1942) — русский советский искусствовед, профессор, специалист по декоративно-прикладному искусству эпохи итальянского Возрождения. Двоюродный брат генерал-лейтенанта Ю. М. Кубе.

## Биография
Родился 28 марта (9 апреля) 1886 года в Санкт-Петербурге, в семье потомственного немецкого дворянина, ведущего свой род от немецких крестоносцев, поселившихся в Ливонии в начале XIII века. Он был младшим сыном в семье Иоганна Николая Кубе (1835—1888).
В 1895 году поступил на гимназическое отделение Петришуле, которое закончил в 1904 году. Затем, до 1911 года изучал историю Средних веков; сначала — в Санкт-Петербургском университете, а затем в Мюнхенском университете.
После возвращения в Россию, в 1911 году он получил должность ассистента хранителя Императорского Эрмитажа. Был привлечён к работе над Новым Энциклопедическим словарем, писал статьи в ежемесячном журнале «Старые годы».
В 1918 году был назначен хранителем Эрмитажа в отделе Средних веков и нового времени (вместе с Э. Э. Ленцем, С. Н. Тройницким и В. К. Макаровым). Спустя некоторое время он был уволен в числе других сотрудников Эрмитажа, имевших дворянское происхождение, но вскоре восстановлен в прежней должности. Одновременно, в 1918—1920 годах он преподавал в Институте истории искусств.
А. Н. Кубе занимался воссозданием экспозиций Эрмитажа после эвакуации коллекций в Москву и их возвращения в Петроград в 1920 году. Им была проведена большая работа в области научной систематизации и экспонирования предметов западноевропейского прикладного искусства, в составлении путеводителей и каталогов.
Его основные научные интересы были сосредоточены в области западноевропейского фаянса, венецианского стекла, резной кости и французских эмалей. Кубе установил, что мраморный бюст Петра I, хранящийся в Эрмитаже, был изготовлен итальянским скульптором Карлом Альбаччини и что эта работа воспроизводит восковой бюст Петра I, посланный в подарок кардиналу Оттобони в первой половине XVIII века.
В 1921—1923 годах Кубе сотрудничал с Ф. Ф. Нотгафтом, организовавшем издательство «Аквилон». Последняя, 22-я книга этого издательства была написана А. Н. Кубе.

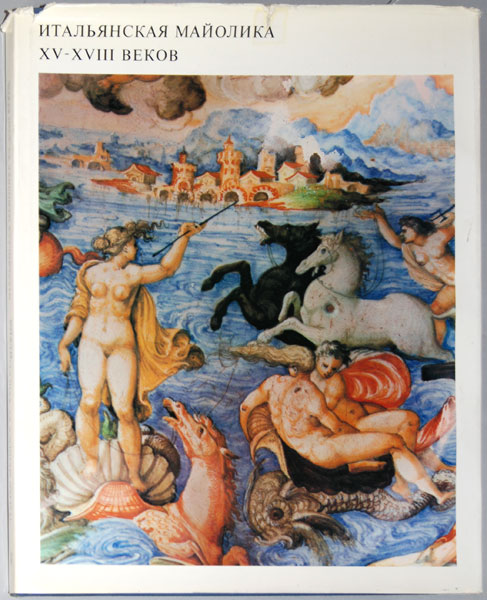
А. Н. Кубе «Итальянская майолика XV—XVIII веков». —, 1976. Репринтное издание.

В 1928 году он стал и. о. заведующего Отделением прикладного искусства Эрмитажа; в 1930 году был утверждён в должности. В 1939 году стал заведующим Отделом истории западноевропейского искусства Эрмитажа. В 1940 году он завершил составление полного каталога итальянской майолики, хранящейся в Эрмитаже, написал обширное введение в каталог. В следующем году была напечатана его работа «К истории собраний художественной промышленности средних веков и эпохи Возрождения в Эрмитаже».
А. Н. Кубе жил на 4-й линии Васильевского острова, дом 7.
Предполагается, что Альфред Николаевич Кубе скончался 10 марта 1942 года в блокадном Ленинграде; в дневнике А. Н. Болдырева было записано:

…8, 9, 10-е марта. Мягкие, настоящие зимние дни. Морозы невелики… Сегодня я был первый день в Эрмитаже. Разбирали комнату, заваленную вещами от мертвых и эвакуированных. Сколько хороших книг брошено! Сегодня умерли в Эрмитаже Альфред Николаевич Кубе и старейший комендант Никулин, георгиевский кавалер японской войны…— Болдырев А. Н. «Блокадный дневник». — СПб., 1998. — С. 68.